# Бейра-Рио
«Бейра-Рио», иногда также «Бейра-Риу» (порт. Estádio Beira-Rio), официальное название стадиона «Жозе Пиньейро Борда» (порт. Estádio José Pinheiro Borda) — футбольный стадион в Бразилии, расположенный в Порту-Алегри. Этот стадион является домашней ареной футбольного клуба «Интернасьонал». Один из стадионов чемпионата мира 2014 года, на арене состоялось пять игр, в том числе одна игра 1/8 финала.

## История

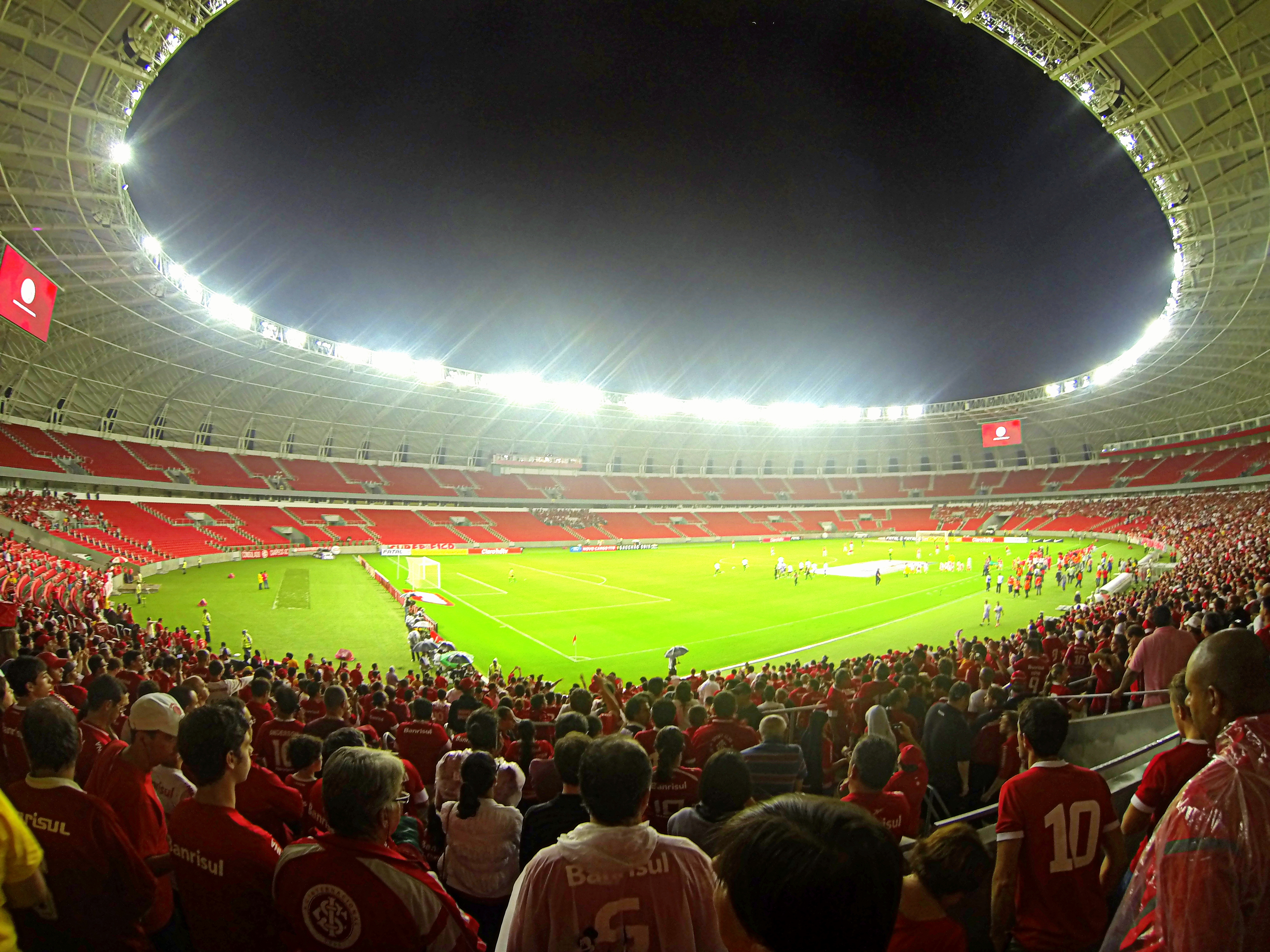
Стадион в феврале 2014 года

В строительстве новой арены активное участие приняли болельщики команды — они помогали цементом, гвоздями, металлическими блоками, кирпичами. Первый матч на стадионе Бейра-Рио состоялся в полдень воскресенья 6 апреля 1969 года. «Интер» со счетом 2:1 победил в товарищеском матче португальскую «Бенфику». Автором первого гола в истории арены стал Клаудиомиро.
В начале стадион был рассчитан на более чем 90 000 зрителей. Теперь же, приведённый к требованиям ФИФА, его вместимость составляет 51 300 зрителей (во время чемпионата мира вместимость была сокращена из-за технических требований). Рекорд посещаемости был зафиксирован на отметке в 106 554 зрителя 17 июня 1972 года, в матче звёзд штата Риу-Гранди-ду-Сул против сборной Бразилии.
Официальное название стадиона — Жозе Пинейро Борда — в честь португальского инженера, который на протяжении многих лет вынашивал идею создать в Порту-Алегри грандиозный стадион, положив начало строительству такового.

## Чемпионат мира по футболу 2014
В рамках турнира на стадионе прошло пять матчей:
| Дата         | Время (UTC-03) | Команда #1       | Рез.           | Команда #2 | Раунд      | Зрителей |
| ------------ | -------------- | ---------------- | -------------- | ---------- | ---------- | -------- |
| 15 июня 2014 | 16:00          | Франция          | 3:0            | Гондурас   | Группа E   | 43,012   |
| 18 июня 2014 | 13:00          | Австралия        | 2:3            | Нидерланды | Группа B   | 42,877   |
| 22 июня 2014 | 16:00          | Республика Корея | 2:4            | Алжир      | Группа H   | 42,732   |
| 25 июня 2014 | 13:00          | Нигерия          | 2:3            | Аргентина  | Группа F   | 43,285   |
| 30 июня 2014 | 17:00          | Германия         | 2:1 (овертайм) | Алжир      | 1/8 финала | 43,063   |